# NQ Девы
NQ Девы (лат. NQ Virginis), HD 126947 — тройная звезда в созвездии Девы на расстоянии приблизительно 2082 световых лет (около 638 парсек) от Солнца. Звёздная величина диапазона Hp звезды — от +7,57m до +7,36m.
Открыта проектом Hipparcos*.

## Характеристики
Первый компонент — красный гигант, пульсирующая медленная неправильная переменная звезда (LB) спектрального класса M1, или M2, или M3III, или Ma. Масса — около 2,184 солнечной, радиус — около 151,738 солнечного, светимость — около 1763,575 солнечной. Эффективная температура — около 3762 K.
Второй компонент — красный карлик спектрального класса M. Масса — около 161,3 юпитерианской (0,154 солнечной). Удалён в среднем на 1,94 а.е..
Третий компонент. Масса — не менее 0,8 солнечной. Орбитальный период — около 2812,3 суток (7,7 года). Удалён в среднем на 5,9 а.е..